# Varese (incrociatore)
Il Varese fu un incrociatore corazzato della Regia Marina appartenente alla classe Garibaldi, così denominato in memoria del successo ottenuto dai Cacciatori delle Alpi nella battaglia di Varese, durante la seconda guerra d'indipendenza italiana. Fu costruito presso i Cantieri Orlando di Livorno.

## Attività militare

Il Varese al momento del varo il 6 agosto 1899

Entrò in linea il 5 aprile 1901 e le sue prime attività importanti constarono in brevi missioni ad Algeri (settembre 1903) e a Barcellona (aprile 1904).
Nell'aprile del 1906 partecipò alla spedizione italiana ai Giochi olimpici intermedi di Atene.
Dal 1º ottobre 1909 venne destinato alla squadra navale del Levante, nella disposizione di cui rimase fino al 20 settembre 1911; nell'ambito di questa formazione compì missioni in acque albanesi e greche.
Nel corso della guerra italo-turca, fu utilizzato attivamente nelle operazioni di invio e di sbarco di truppe e materiali in Libia, oltre che in azioni di blocco delle coste africane e di tiro alle postazioni militari ottomane. Fra il 17 ed il 20 ottobre 1911 si distinse nella presa di Homs, dopo la quale tornò a Tripoli il 10 novembre.
Scoppiata la prima guerra mondiale fu dislocato nell'Adriatico dove, al comando del capitano di vascello Pasquale Salinardi, partecipò soprattutto ad azioni di bombardamento costiero e di vigilanza locale.
Terminata la grande guerra, dal 1920 al 1922 venne impiegato come Nave Scuola per gli allievi dell'Accademia Navale, dopodiché venne posto in disarmo e radiato il 4 gennaio 1923.

Il Varese in una cartolina d'epoca

L'incrociatore Varese venne sostituito nel compito di Nave Scuola per gli allievi dell'Accademia di Livorno dal gemello Ferruccio che avrebbe svolto tale compito fino al 1929, quando entrarono in servizio le grandi navi scuola Vespucci e Colombo.

## Attività sportiva
Il Varese è anche noto in ambito sportivo, e olimpico in particolare, avendo partecipato con ventotto marinai su due imbarcazioni ai summenzionati giochi olimpici intermedi di Atene del 1906, nell'ambito delle gare di canottaggio riservate alle scialuppe di navi da guerra.
La selezione e la composizione degli equipaggi che avrebbero gareggiato e l'abbinamento alle diverse barche fu effettuato direttamente dal capitano di vascello Edoardo Barbavara, allora comandante della nave.
In entrambe le competizioni gli italiani si trovarono di fronte ad un campo di gara sul quale erano schierate solo scialuppe greche. Alla fine il Varese raccolse un titolo e un altro podio, imponendosi con autorità nella gara del 6 con e ottenendo un terzo posto nella gara del 16 con.